# Tuairisc.ie
Tuairisc.ie е онлайн вестник за новини на ирландски език. Седалището му е разположено в град Барна, провинция Конахт, Ирландия. Сайтът получава държавно финансиране чрез организацията Foras na Gaeilge.

## История
През 2014 г. Tuairisc Bheo Teoranta печели конкурс, организиран от Foras na Gaeilge за предоставяне на онлайн новинарска услуга на ирландски език. За седалище на вестника е определено да бъде в град Барна, провинция Конахт, Ирландия.